# Donna Anderson
Donna Anderson (* 5. September 1939 als Donna Knaflich in Gunnison, Colorado) ist eine ehemalige US-amerikanische Schauspielerin.

## Leben und Karriere
Donna Anderson wurde als Tochter von Wenona Hanly-Knaflich und Louis-John Knaflich in einer Kleinstadt in Colorado geboren, wuchs aber seit dem achten Lebensjahr in Kalifornien auf. Gemeinsam mit ihrer Schwester erhielt sie schon früh Tanzstunden und trat schließlich in einer reisenden Tanzgruppe auf. Bei einem Auftritt wurde der Filmregisseur und -produzent Stanley Kramer auf Anderson aufmerksam, woraufhin er sie bei sich unter Vertrag nahm und Schauspielunterricht für sie arrangierte. Ihr Filmdebüt machte sie 1959 in Kramers Film Das letzte Ufer gleich in einer größeren Rolle als Ehefrau eines von Anthony Perkins gespielten Marineoffiziers. Ihre vielleicht bekannteste Rolle spielte sie im folgenden Jahr, ebenfalls unter Kramers Regie, in dem Filmdrama Wer den Wind sät an der Seite von Spencer Tracy, Fredric March und Gene Kelly. Für ihren Auftritt in Wer den Wind sät erhielt sie eine Nominierung für den Laurel Award als Beste Nachwuchsdarstellerin.
An die Erfolge ihrer ersten beiden Filme konnte Anderson in der Folge allerdings nicht anknüpfen. Sie hatte in den Jahren 1963 und 1964 eine wiederkehrende Rolle als Pioniersfrau in der Westernserie The Travels of Jaimie McPheeters neben einem jungen Kurt Russell, der durch die Serie bekannt wurde. Sie übernahm anschließend noch Gastrollen in ein paar bekannten Fernsehserien, zuletzt 1984 in einer Episode von Mord ist ihr Hobby. In den frühen 1970er-Jahren amtierte sie als Schatzmeisterin bei der Theaterorganisation American National Theatre & Academy.
Donna Anderson war mit dem Schauspieler und Autoren Sumner Williams (1929–1993), einem Neffen des Regisseurs Nicholas Ray, verheiratet. In jüngerer Vergangenheit gab sie gelegentlich in Interviews Auskunft über ihre kurze Filmkarriere.

## Filmografie
- 1959: Das letzte Ufer (On the Beach)
- 1960: Wer den Wind sät (Inherit the Wind)
- 1963–1964: The Travels of Jaimie McPheeters (Fernsehserie, 13 Folgen)
- 1964: Bob Hope Presents the Chrysler Theatre (Fernsehserie, Folge Runaway)
- 1964: The Lieutenant (Fernsehserie, Folge The War Called Peace)
- 1964: Rauchende Colts (Gunsmoke; Fernsehserie, Folge The Other Half)
- 1964: Sinderella and the Golden Bra
- 1965: Ben Casey (Fernsehserie, Folge Eulogy in Four Flats)
- 1972: Deadhead Miles
- 1975: Unsere kleine Farm (Little House on the Prairie; Fernsehserie, Folge Ebenezer Sprague)
- 1981: Der unglaubliche Hulk (The Incredible Hulk; Fernsehserie, Folge Goodbye Eddie Cain)
- 1984: Das A-Team (The A-Team; Fernsehserie, Folge Fire)
- 1984: Mord ist ihr Hobby (Murder, She Wrote; Fernsehserie, Folge It's a Dog's Life)